# Lista de países sem um aeroporto
Esta é uma lista de países e territórios sem um aeroporto.

## Estados soberanos
Entre todos os Estados independentes dos mundo, apenas cinco microestados europeus não possuem um aeroporto dentro de suas fronteiras, mas todos têm pelo menos um heliporto. Exceto Mônaco, nenhum possui costa marítima.
| País          | Notas |
| ------------- | --- |
| Andorra       | Andorra não possui um aeroporto. Entretanto, o país possui três heliportos privados: o Heliporto de Andorra-a-Velha, o Heliporto de Camí e o heliponto de um hospital. Um "heliporto nacional" teve sua construção planejada, mas o processo foi paralisado. Andorra é o maior e mais populoso país a não ter um aeroporto. Os aeroportos mais próximos são os de Andorra-La Seu d'Urgell, de Lleida-Alguaire, o Aeroporto Josep Tarradellas Barcelona-El Prat e o de Girona-Costa Brava na Espanha e o de Toulouse-Blagnac na França. |
| Liechtenstein | Apesar de não ter um aeroporto, Liechtenstein possui um heliporto na cidade de Balzers. Os aeroportos internacionais mais próximos são o de São Galo-Altenrhein na Suíça e o de Friedrichshafen na Alemanha. O grande aeroporto mais próximo é o Aeroporto de Zurique na Suíça, que conta com serviços ferroviários para as comunas de Buchs e Sargans, de onde é possível chegar a Liechtenstein de ônibus ou trem. |
| Mônaco        | Mônaco não possui um aeroporto, ao invés disso contando com um heliporto no distrito de Fontvieille. O aeroporto mais próximo é o Aeroporto Internacional de Nice-Côte d'Azur na França. |
| San Marino    | San Marino não tem um aeroporto dentro de suas fronteiras, mas sim um heliporto em Borgo Maggiore e um pequeno aeródromo em Torraccia. O aeroporto internacional mais próximo é o Aeroporto Internacional Federico Fellini-Rimini, seguido pelo maior Aeroporto Internacional Guglielmo Marconi-Bologna na Itália. |
| Vaticano      | O Vaticano possui apenas um heliponto na ponta oeste do país, geralmente utilizada por chefes-de-estado e oficiais vaticanos. Os aeroporto mais próximo é o Aeroporto Internacional Leonardo da Vinci-Fiumicino em Roma, na Itália. |

## Estados com reconhecimento limitado
| País            | Notas |
| --------------- | --- |
| Artsaque        | Apesar de haver um aeroporto em Estepanaquerte, não são realizados voos desde 1992.                                                                                         |
| Palestina       | Apesar de existirem quatro aeroportos palestinos, todos as suas atividades foram encerradas até 2004.                                                                       |
| Saara Ocidental | Há diversos aeroportos no território reivindicado pelo Saara Ocidental, mas todos estão sob o controle de Marrocos. Entretanto, há uma pista de pouso de terra em Tifariti. |
| Ossétia do Sul  | Não há um aeroporto na Ossétia do Sul, sendo o acesso ao país possível apenas pelo túnel de Roki.                                                                           |
| Transnístria    | Apesar de existirem aeroportos na Transnístria, nenhum deles é operacional. O aeroporto internacional mais próximo é o de Quixinau, na Moldávia.                            |

## Territórios não autônomos
Dos 17 territórios não autônomos no mundo, dois não possuem aeroportos; ambos são arquipélagos remotos.
| Território     | Estado soberano | Notas |
| -------------- | --------------- | --- |
| Toquelau       | Nova Zelândia   | Toquelau não possui um aeroporto, então transportes marítimos são a única forma de viagem e transporte às ilhas.                                                |
| Ilhas Pitcairn | Reino Unido     | As Ilhas Pitcarin não têm aeroportos ou portos; seus habitantes dependem de escaleres para transportar bens e pessoas entre navios e a costa da baía de Bounty. |